# Ketty Lent
Ketty Lent, née le 25 janvier 2001 à Flacq, est une haltérophile mauricienne.

## Carrière
Ketty Lent est médaillée d'argent aux Championnats d'Afrique 2017 dans la catégorie des moins de 58 kg et aux Championnats d'Afrique 2018 dans la catégorie des moins de 63 kg.
Elle est médaillée de bronze à l'arraché, à l'épaulé-jeté et au total en moins de 71 kg aux Jeux africains de 2019.
Elle est médaillée d'argent à l'arraché, à l'épaulé-jeté et au total dans la catégorie des moins de 71 kg aux championnats d'Afrique 2022 au Caire.
Elle est triple médaillée de bronze dans la catégorie des moins de 71 kg aux championnats d'Afrique 2023 à Tunis, puis triple médaillée d'argent dans cette même catégorie aux championnats d'Afrique 2024 à Ismaïlia et triple médaillée d'or dans la catégorie des moins de 76 kg aux Jeux africains de 2023 à Accra.
Elle est triple médaillée d'or dans la catégorie des moins de 71 kg aux Championnats d'Afrique d'haltérophilie 2025 à Moka.

## Famille
Elle est la fille du footballeur Viviant Lent, la sœur de l'haltérophile Emmanuella Lent et la tante de Seforah Lent.